# Сан Джорджо Албанезе
Сан Джо̀рджо Албанѐзе (на италиански: San Giorgio Albanese, на арбърешки: Mbuzati, Мбузати) е село и община в Южна Италия, провинция Козенца, регион Калабрия. Разположено е на 420 m надморска височина. Населението на общината е 1553 души (към 2012 г.).
 В това село живее албанско общество, наречено арбъреши. Те са се заселили в този район между XV и XVIII век като бежанци от османското владичество. Село Сан Джорджо Албанезе е част от етнографическия район Арберия.